# آرماگدون (فیلم ۱۹۹۸)
آرماگدون (به انگلیسی: Armageddon) فیلمی علمی–تخیلی مهیج آمریکایی محصول سال ۱۹۹۸ به کارگردانی مایکل بی و تهیه‌کنندگی جری بروکهایمر است. در این فیلم بازیگرانی همچون بروس ویلیس، بن افلک، بیلی باب تورنتون، لیو تایلر، استیو بوشمی، ویل پاتون، پتر استورماره، اوون ویلسون و کیث دیوید ایفای نقش کرده‌اند.
آرماگدون به‌طور کلی با وجود نقدهای منفی که از منتقدان دریافت نمود، یک موفقیت بین‌المللی در فروش گیشه محسوب می‌شد و توانست عنوان پرفروش‌ترین فیلم سال ۱۹۹۸ را از آن خود کند.

## داستان
یک ستارهٔ دنباله دار عظیم به طرف کرهٔ زمین در حرکت است. قرار بر این می‌شود که «هری استامپر» (ویلیس) و گروهش روی تکهٔ اصلی ستارهٔ دنباله دار فرود بیایند، تا عمق ۲۰۰ متر آن را سوراخ کنند و یک بمب اتمی در آن کار بگذارند. انفجار این بمب ستارهٔ دنباله دار را دو نیم خواهد کرد…

## بازیگران
- بروس ویلیس
- بن افلک
- بیلی باب تورنتون
- لیو تایلر
- استیو بوشمی
- پتر استورماره
- کیث دیوید
- ویل پاتون
- ویلیام فیکنر
- اوون ویلسون
- جسیکا استین
- گریسون مک‌کوچ
- جیسون ایساکس
- گریس زابریسکی
- جودیت هوگ
- اودو کیر
- شاونی اسمیت
- چارلتون هستون